# Helmut Waldmann
Helmut Waldmann (* 10. November 1935 in Hochneukirch) ist ein deutscher katholischer Theologe, Religionshistoriker und Althistoriker.

## Leben
Der Sohn von Joachim Eduard Waldmann und seiner Frau Paula, geb. Conen, war nach dem Abitur 1956 Mitglied des Jesuitenordens (1957–1967, keine höheren Weihen). Er erwarb 1961 den lic. phil. an der Hochschule für Philosophie der Jesuiten in Pullach und 1971 den Dr. phil. an der Universität Münster. Er studierte von 1971 bis 1973 in Paris. Er war von 1973 bis 1974 Mitarbeiter der Kleinasiatischen Kommission der Österreichischen Akademie der Wissenschaften in Wien. Nach dem Studium in Freiburg im Breisgau (1974–1976) arbeitete er von 1976 bis 1982 am Tübinger Atlas des Vorderen Orients (TAVO). Er erwarb 1986 den Dr. theol. in Innsbruck.

## Schriften (Auswahl)
- Die kommagenischen Kultreformen unter König Mithradates I. Kallinikos und seinem Sohne Antiochos I. Brill, Leiden 1973, ISBN 90-04-03657-1 (= Dissertation phil.).
- Der kommagenische Mazdaismus (= Istanbuler Mitteilungen Beiheft 37). Wasmuth, Tübingen 1991, ISBN 3-8030-1736-X.
- Heilsgeschichtlich verfasste Theologie und Männerbünde. Die Grundlagen des gnostischen Weltbildes. Verlag der Tübinger Gesellschaft, Tübingen 1994, ISBN 3-928096-05-2 (= Dissertation theol., Digitalisat).
- Der Königsweg der Apostel in Edessa, Indien und Rom. 2. Auflage, Verlag der Tübinger Gesellschaft, Tübingen 1997, ISBN 3-928096-11-7 (Digitalisat).